# 한길로 (영화 감독)
한길로(1977년 10월 27일 ~)는 대한민국의 영화 프로듀서이다.

## 학력
- 한양대학교 연극영화과

## 작품
- 2005년《마파도》(코미디, 모험 / 제작부),《싸움의 기술》(코미디, 액션 / 제작실장)
- 2007년《마을금고 연쇄습격사건》(코미디 / 프로듀서)
- 2007년《더 게임》(스릴러 / 프로듀서)
- 2009년《킹콩을 들다》(드라마 / 프로듀서)
- 2011년《적과의 동침》(드라마, 코미디 / 프로듀서, 기획)

## 수상
- 2009년 제17회 춘사영화상 프로듀서상